# Munhwa Broadcasting Corporation
Munhwa Broadcasting Corporation (MBC) (кор. 문화방송주식회사, 文化放送, Munhwa Bangsong Jushikhoesa, Munhwa Pangsong Chushikhoesa) — южнокорейская телевизионная сеть. Munhwa переводится с корейского как «культура».
По состоянию на 1992 год это один из трёх основных телеканалов Южной Кореи (вместе с KBS1 и KBS2).

## История
Истоки MBC находятся в «Busan Munhwa Bangsong», частной корпорации, созданной в 1959 году для расширения предложения средств массовой информации на юго-востоке страны, где его жители могли снимать японские радиостанции. Радиостанция начала вещание 15 апреля 1959 года и стала первой южнокорейской сетью, которая могла финансироваться за счет рекламы. Спустя годы его приобрел Ким Джитхэ, редактор газеты Пусана.
В 1961 году правительство Южной Кореи разрешило въезд четырех частных радиостанций. Джитхэ открыл радиостанцию в Сеуле 2 декабря того же года в качестве первого частного гражданина. Однако владельцу пришлось передать имущество в 1962 году после того, как тогдашний президент страны Пак Чонхи обвинил его в коррупции. Имущество было передано «Школьному фонду 16 мая». Под контролем этой группы сигнал MBC был расширен благодаря филиалам в других городах. 8 августа 1969 года началось вещание телеканала, а в 1971 году была запущена частотная модуляция.
MBC был национализирован 14 ноября 1980 года, когда правительство Чон Духвана захватило более 70 % компании и передало ее государственному органу Korean Broadcasting System (KBS). В течение этого десятилетия он начал вещание цветного телевидения (1981) и вместе с KBS отвечал за трансляцию Олимпиады 1988 года в Сеуле.
С приходом демократии в 1988 году MBC сохранил общественную собственность, но его контроль был передан Фонду распространения культуры, органу при Министерстве культуры. В свою очередь, их устав был изменен таким образом, чтобы вещатели были независимы от политической власти. В 1996 году он запустил свой веб-портал, в 2000-х годах открыл несколько кабельных и спутниковых служб и начал вещание в высоком разрешении.

## Телеканалы
Текущие каналы
- MBC TV (HLAC-DTV)
- MBC Dramanet
- MBC Sports+
- MBC Every 1
- MBC Music

Бывшие каналы
- MBCGame
- MBC Life
- MBC QueeN

## Радиостанции
- MBC Standard FM (HLKV-AM/HLKV-SFM)
- MBC FM4U (HLKV-FM)
- Channel M

## Штаб-квартира

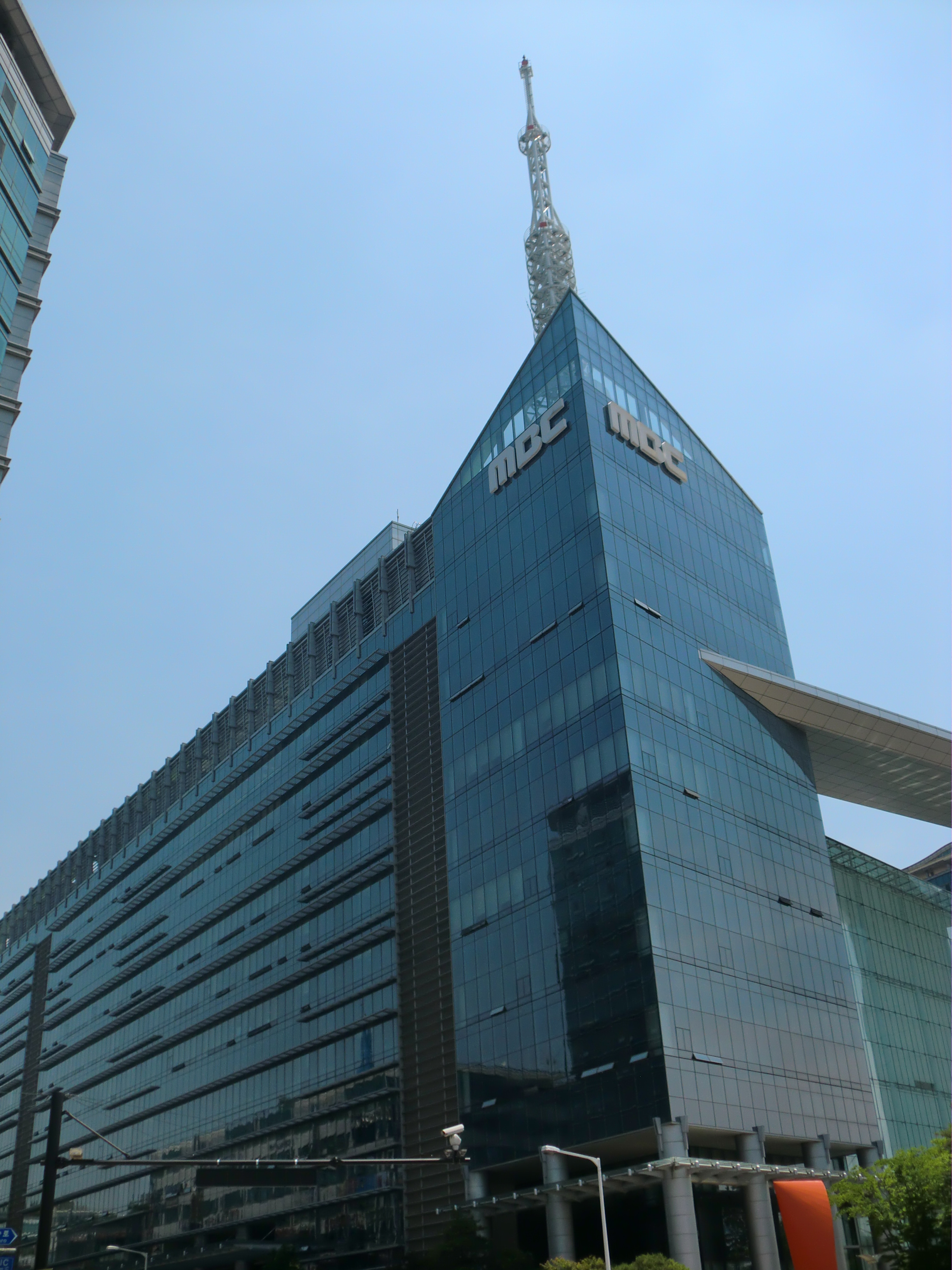
С 30 ноября 2007 года по настоящее время
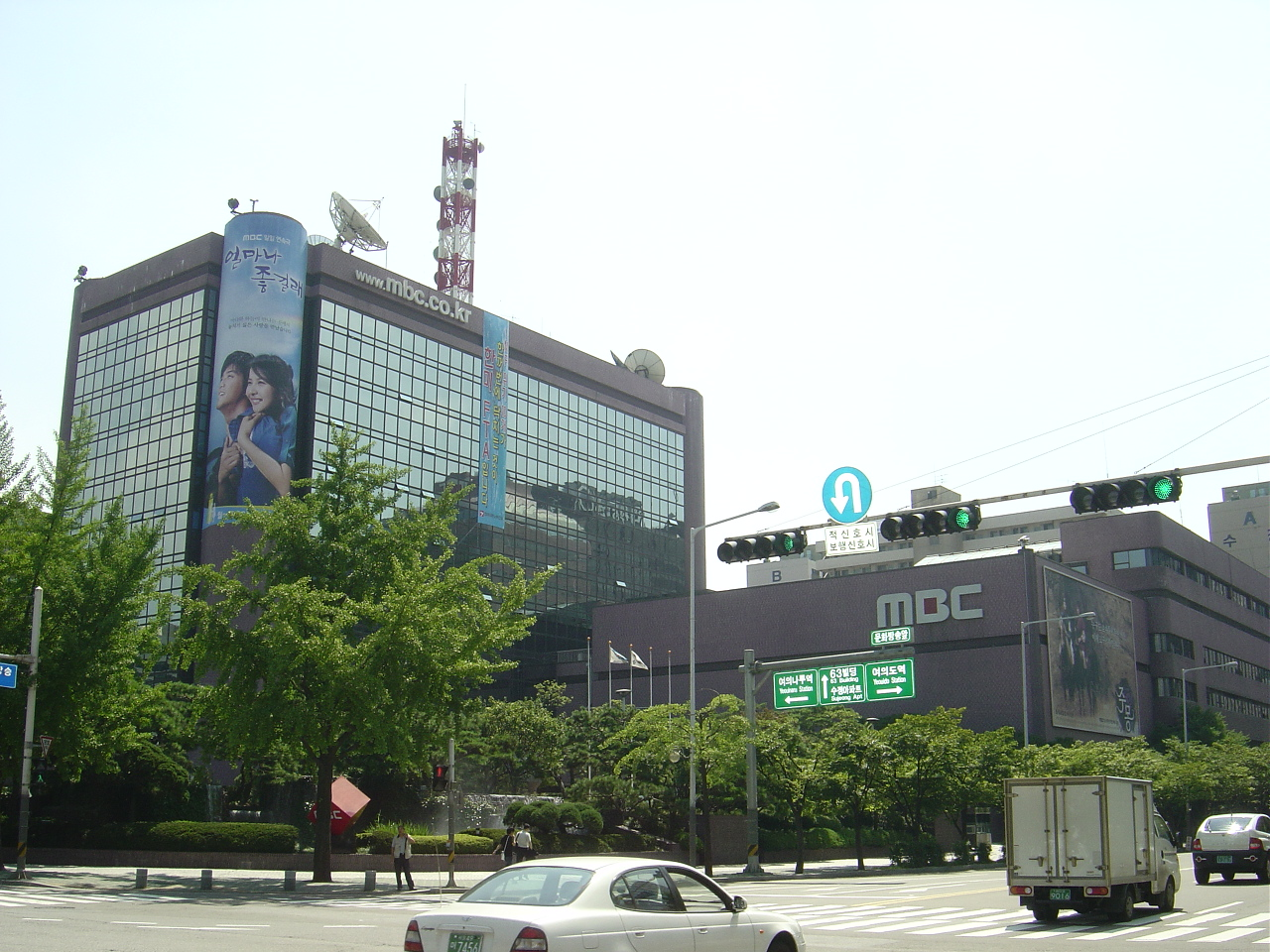
С 17 февраля 1982 года по 3 августа 2014 года
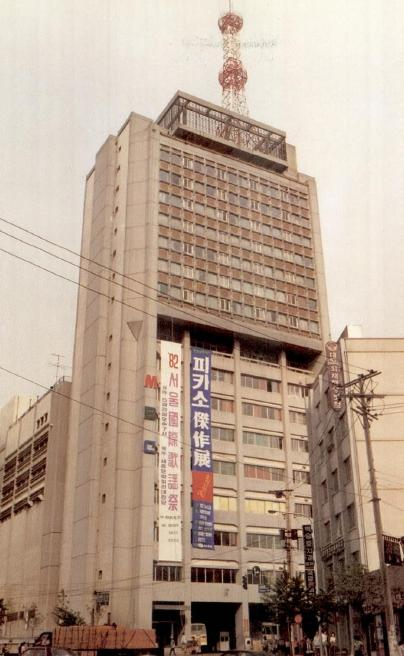
С 8 августа 1969 года по 16 февраля 1982 года